# Eyalet di Basra
L'eyalet di Basra (in turco: Eyalet-i Basra) o eyalet di Bàssora, fu un eyalet dell'Impero ottomano nella regione dell'attuale città di Basra.

## Storia
Basra era stata un governo ereditario (mulkiat) per diverso tempo, ma era stata ridotta ad un eyalet ordinario dopo la conquista ottomana ad opera del sultano Maometto IV. Nel 1534, quando gli ottomani catturarono Baghdad, Rashid al-Mughamis, l'emiro beduino che controllava allora Basra, si sottomise spontaneamente ai turchi. Basra divenne una provincia ottomana nel 1538, ed il primo governatore ottomano venne nominato ufficialmente nel 1546. L'eyalet venne successivamente subordinato a quello di Baghdad durante il Governo mamelucco in Iraq e venne separato nuovamente da Baghdad dal 1850 al 1862.